# Rölveder Mühle
Rölveder Mühle ist ein Ortsteil der Gemeinde Schalksmühle im Märkischen Kreis im Regierungsbezirk Arnsberg in Nordrhein-Westfalen (Deutschland).

## Lage und Beschreibung
Der Wohnplatz liegt am Bach Sterbecke südlich von Rölvede nahe der Stadtgrenze zu Hagen. Eine kleine Verbindungsstraße bindet die ehemalige Wassermühle an Rölvede und Rummenohl an.
Weitere Nachbarorte auf dem Gemeindegebiet sind Reineberge, Haue, Kamp, Albringwerde, Rosenhagen, sowie Selkinghausen auf Hagener Stadtgebiet.
Die Kleinrastanlage Rölveder Mühle an der rund ein Kilometer nördlich gelegenen Bundesautobahn 45 wurde nach dem Ort benannt.

## Geschichte
Die Rölveder Mühle wurde in der zweiten Hälfte des 19. Jahrhunderts errichtet und war Teil der Gemeinde Hülscheid im Amt Lüdenscheid im Kreis Altena. Ein Obergraben zweigte von der Sterbecke ab und wurde in einem Stauteich gestaut. Zusammen mit dem Wasser des von Rölvede herabfließenden Rölveder Bachs wurde die Mühle mit dem aufgestauten Wasser betrieben.
Der Ort ist ab der Preußischen Neuaufnahme von 1892 auf Messtischblättern der TK25 als Rölvedermühle verzeichnet, erst auf aktuellen Ausgaben wird die Schreibweise Rölveder Mühle verwendet.
Die Gemeinde- und Gutbezirksstatistik der Provinz Westfalen führt Rölvedermühle 1871 als Mühle mit zwei Wohnhäusern und 14 Einwohnern auf. Das Gemeindelexikon für die Provinz Westfalen von 1887 gibt eine Zahl von 73 Einwohnern an, die in 13 Wohnhäusern lebten. 1895 besitzt der Ort ein Wohnhaus mit sieben Einwohnern, 1905 werden zwei Wohnhäuser und neun Einwohner angegeben.
1969 wurden die Gemeinden Hülscheid und Schalksmühle zur amtsfreien Großgemeinde (Einheitsgemeinde) Schalksmühle im Kreis Altena zusammengeschlossen und Rölveder Mühle gehört seitdem politisch zu Schalksmühle, das 1975 auf Grund des Sauerland/Paderborn-Gesetzes Teil des neu geschaffenen Märkischen Kreises wurde.